# Équipe du Brésil féminine de rugby à XIII
L'équipe du Brésil féminine de rugby à XIII surnommée les « Amazonas » est l'équipe qui représente le Brésil dans les principales compétitions internationales de rugby à XIII. Elle regroupe les meilleures joueuses brésiliennes ou d'origine brésilienne.
Au début des années 2020, cette équipe est composée essentiellement de joueuses amateures disputant le championnat national brésilien.
Cette équipe participe pour la première fois à la Coupe du monde en 2022.

## Histoire
Le premier test-match de la sélection a lieu le 26 novembre 2018  avec une large victoire face à l'Argentine (48-0).

## Personnalités et joueuses notables
Le Treiziste d'origine brésilienne Mat Gardner a failli entrainer l'équipe pour la coupe du monde 2021 mais en raison de la pandémie du covid 19, il a dû renoncer à ses fonctions.
C'est finalement Paul Grundy qui sera sélectionneur.
On peut citer la joueuse Franciny Amaral sélectionnée symboliquement dans l' « équipe féminine du tournoi, » à la fin de la coupe du monde 2021.

## Palmarès

### Parcours dans les compétitions internationales

#### Coupe du monde
L'équipe participe à la coupe du monde pour la première fois en 2022.
Rencontrant la France en match de préparation.
Elle ne dépasse pas le stade des poules.

## Vidéographie
Test-match Féminin : Brésil-France en 2022